# .org
.org（ドット オーグ または ドット オルグ）は、インターネットのDomain Name Systemで使用されるジェネリックトップレベルドメイン(gTLD)の一つである。
この名前は「組織・団体」を意味する"organization"に由来している。1985年に設立された最初のドメインの一つであり、2003年以来Public Interest Registryによって運営されている。ドメインは元々非営利団体を対象としていたが、この制限は強制されず、後に削除された。このドメインは、Wikipedia、学校、オープンソースプロジェクト、コミュニティによって広く使用されているが、営利団体によっても使用されている。登録されたドメインの数は、1990年代の100万未満から、2013年6月の時点で1000万まで増加した。

## 歴史
.orgは、.com、.jp、.net、.edu、.gov、.mil、.arpaとともに当初からあるトップレベルドメインの一つで、1985年1月に創設された。当初は、非営利団体や他のgTLDの要件を満たしていない非商業的な性格の団体を対象としていた。
最初に.orgドメインを取得したのは、1985年7月にmitre.orgを取得した非営利のシンクタンク・MITREコーポレーションだった。TLDは、2003年1月1日から、ベリサインの一部門であるVeriSign Global Registry Servicesから任務を継承したPublic Interest Registryによって運営されている。現在、ウィキペディアやウィクショナリーなど、ウィキメディア財団のサイトでも.orgドメインが使われている。
2019年11月13日、Internet Societyが保有するPublic Interest Registry(PIR)を、投資会社であるen:Ethos Capitalに11億3500万米ドルに売却することで合意した。PIRが非営利の運営から営利目的の運営に移行されることや、ICANNの元CEOがEthos Capitalに在籍していることなどの不透明性、その他様々な嫌疑によって、OSSで活動する非営利団体などが懸念を示した。
2020年4月30日、ドメインデータベースの維持管理を行うICANNによって、PIRの所有権の移行を拒絶されたことで、この売却は却下された。

## 登録
ドメインの登録は、認定レジストラを介して処理される。制限なしに、だれでも.orgのセカンドレベルドメインを登録できる。そのため、craigslist.orgなどの商用サイトでも.orgドメインが使用されている。
ICANNダッシュボード（ドメイン名）レポートによると、.orgドメインを取得している組織の構成は、文化機関、団体、スポーツチーム、宗教団体、市民団体、オープンソースソフトウェアプロジェクト、学校、環境イニシアチブ、社会団体、友愛団体、保健機関、法務サービス、クラブ、地域ボランティアグループなど、様々である。沿ドニエストル共和国のRybnitsaなど、いくつかの都市でも.orgドメイン名が使用されている。

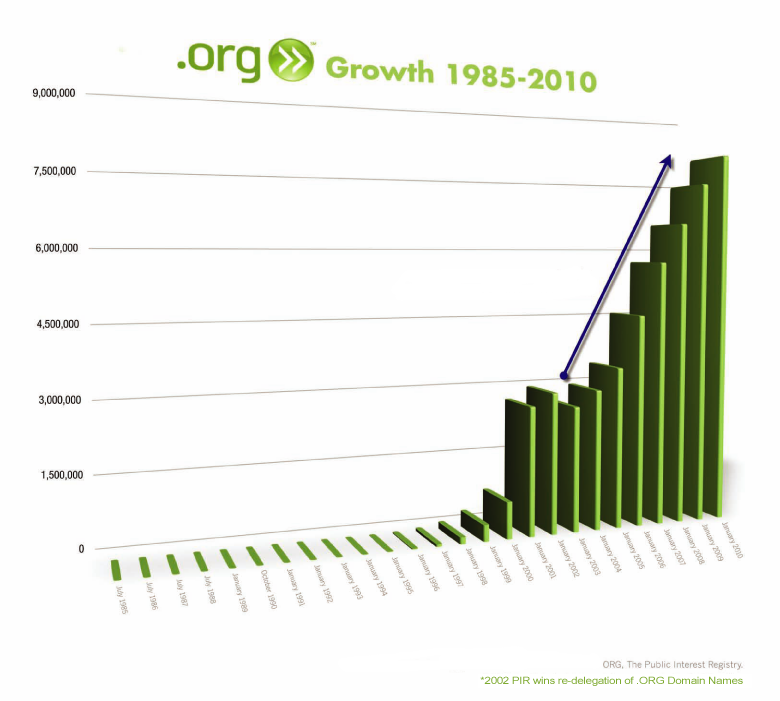
Public Interest Registryに登録されている.orgドメインの数

オーストラリア(.au)、カナダ(.ca)、日本(.jp)、アルゼンチン(.ar)、ボリビア(.bo)、ウルグアイ(.uy)、トルコ(.tr)、ソマリア(.so)、シエラレオネ(.sl)、ロシア(.ru)、バングラデシュ(.bd)、インド(.in)、イギリス(.uk)などでは、ccTLDの下に、同様の目的のセカンドレベルドメインを設定している。日本の場合は".or.jp"である。
.orgの登録ドメイン数は、2009年には800万を超え、2010年には880万、2011年には960万になった。2012年6月現在で、Public Interest Registryは約1000万の.orgドメインを登録している。950万件目の.orgドメインが2011年12月に登録されたとき、.orgは3番目に大きいgTLDとなった。

### 国際化ドメイン名
.orgドメインレジストリでは、セカンドレベルドメインに国際化ドメイン名(IDN)を登録できる。ドイツ語、デンマーク語、ハンガリー語、アイスランド語、韓国語、ラトビア語、リトアニア語、ポーランド語、スウェーデン語のIDNは、2005年から登録可能となった。スペイン語のIDN登録は2007年から可能となった。

## ドメイン名のセキュリティ
2009年6月2日、Public Interest Registryは、.orgドメインは、オープンgTLDレジストリで初めてDNS Security Extensions(DNSSEC)を使用してDNSゾーンに対応したと発表した。これにより、DNSクライアントを準拠させることで、DNSデータの発信元の信頼性と整合性を検証できる。

## 登録の費用
Public Interest Registryは、認定レジストラに対して1ドメインにつき年間9.05米ドルを請求する。レジストラがエンドユーザに設定する料金には規制はない。